# 艾森斯坦三元数
艾森斯坦三元数与勾股数（亦称毕氏三元数）类似，由三个整数组成，这三个数为一个含有60°角的三角形各边的边长。

## 含有60°角的三角形

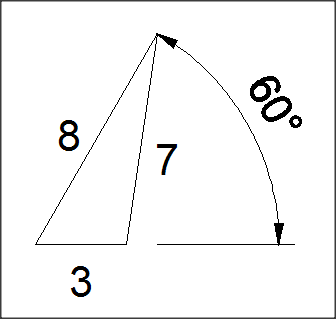
一组艾森斯坦三元数

含有60°角的三角形是余弦定律的一个特例，设60°角的对边边长为c，其余两边边长分别为a和b，那么a，b和c的关系为：

{\displaystyle c^{2}=a^{2}-ab+b^{2}}
若a, b, c三条边的长度均为整数，则称这三个数值组成的数组为艾森斯坦三元数。
艾森斯坦三元数举例：
| a  | b  | c  |
| -- | -- | -- |
| 3  | 8  | 7  |
| 5  | 8  | 7  |
| 5  | 21 | 19 |
| 7  | 40 | 37 |
| …… | …… | …… |

### 通式
含有60°角的三角形的三条整数边长可以通过以下式子算得：

{\displaystyle c=m^{2}-mn+n^{2}\,}
{\displaystyle b=2mn-n^{2}\,}
{\displaystyle a=m^{2}-n^{2}\,}
其中，m与n互质，且0<n<m。所有本原解可以通过除以a、b和c的最大公约数来获得（例如m=2，n=1时，得到a=3，b=3，c=3，a、b、c三个数都除以它们的最大公约数3，得到本原解1、1和1）。
也可以通过以下式子算得：
{\displaystyle c=3m^{2}+n^{2}\,}
{\displaystyle b=2mn+|3m^{2}-n^{2}|\,}
{\displaystyle a=4mn\,}
其中，m与n互质，且1 ≤ n ≤ m 或 3m ≤ n。同样，所有本原解可以通过除以a、b和c的最大公约数来获得。